# Appello di Clermont

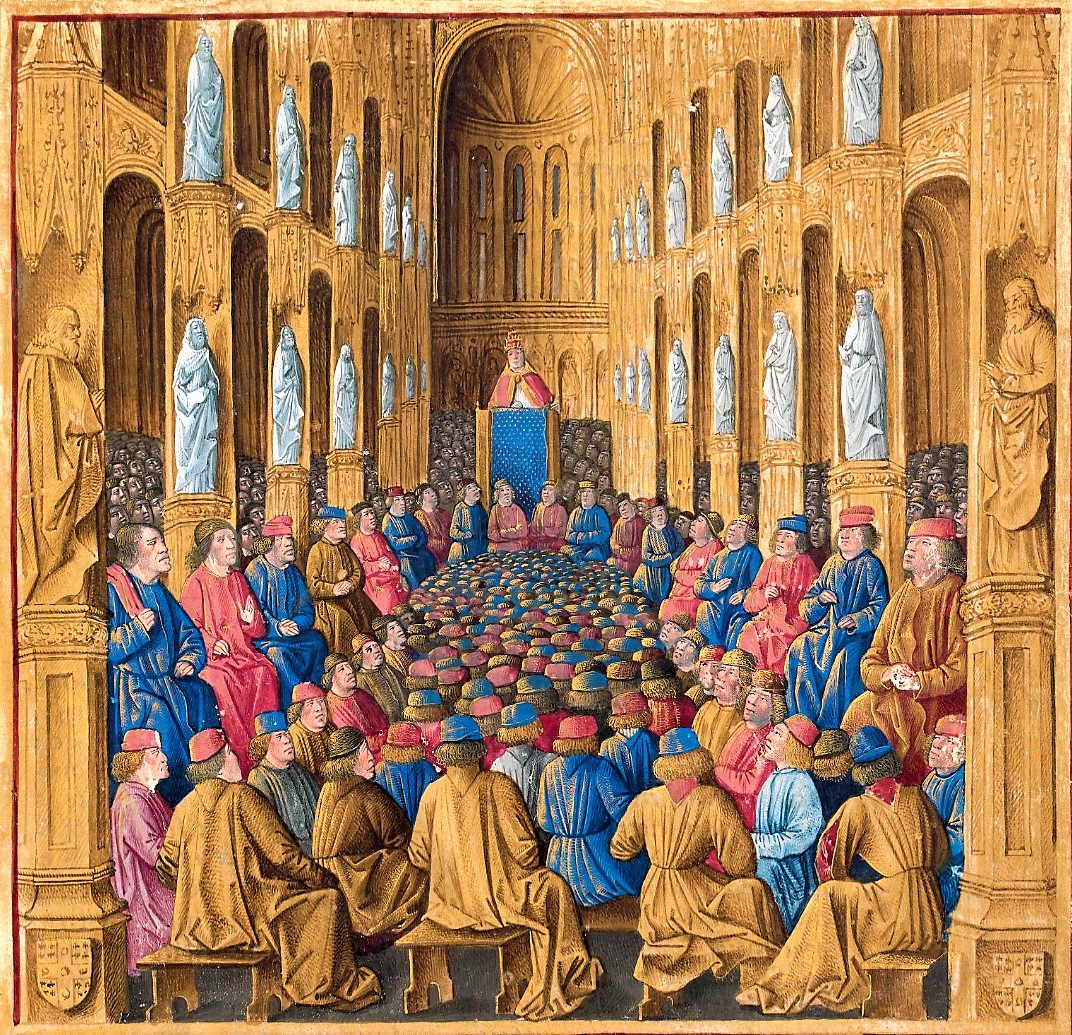
L'appello di Urbano II al Concilio di Clermont

L'Appello di Clermont  è stato un discorso tenuto da papa Urbano II il 27 novembre del 1095  al concilio di Clermont, per rispondere alla lettera che Alessio I Comneno, imperatore di Bisanzio, aveva inviato, chiedendo di mandare truppe per aiutare i bizantini a respingere l'attacco dei turchi selgiuchidi, che si trovavano ormai a 100 chilometri da Costantinopoli, mentre ai pellegrini cristiani in Terrasanta era stato bloccato l'accesso ai luoghi santi e talvolta anche inflitte torture e supplizi. Il concilio fu un sinodo di ecclesiastici e laici della Chiesa cattolica, convocato da papa Urbano II e svoltosi dal 18 al 28 novembre 1095, nella contea dell'Alvernia, al tempo parte del ducato d'Aquitania.

## Contenuti del discorso
Il giorno martedì 27 novembre, Urbano II decise di indire una seduta pubblica per fare un grande annuncio. Poiché la cattedrale di Clermont appariva troppo piccola per ospitare ecclesiastici e laici, il trono papale fu posto al di fuori della chiesa, in maniera tale che quando la folla si radunò il pontefice poté parlare.
Non sono note con esattezza le parole che pronunciò il pontefice, le quali sono state approssimativamente ricostruite sulla base di quanto riferito da quattro cronisti contemporanei. Due di questi ultimi, Roberto il Monaco e Balderico di Bourgueil, dichiararono nei propri testi di essere stati presenti personalmente all'evento; un terzo, Fulcherio di Chartres, scrive come se fosse stato presente, mentre il quarto, Guiberto di Nogent, rielaborò la sua versione ascoltando delle testimonianze altrui. Occorre sottolineare che ognuna di queste figure scrisse la propria cronaca alcuni anni più tardi, motivo per cui ogni opera appare contaminata da quell'ingenua euforia conseguente alla riconquista cristiana di Gerusalemme del 1099. È possibile ipotizzare che Urbano II avesse accennato alla necessità di aiutare i loro fratelli d'Oriente: l'impero bizantino, infatti, aveva invocato aiuto perché i turchi selgiuchidi stavano speditamente avanzando in Asia Minore, maltrattando gli abitanti e profanandone i santuari. Il papa legò però il discorso alla città santa di Gerusalemme, descrivendo le sofferenze patite dai pellegrini che vi si recavano. Terminato il fosco quadro, lanciò il suo grande appello, invocando la cristianità occidentale a mettere da parte le ostilità interne e a lanciarsi in soccorso dell'Oriente, a prescindere dal ceto di appartenenza. Ai morti in battaglia sarebbero state garantite l'assoluzione e la remissione dei peccati, ma occorreva muoversi subito, motivo per cui Urbano II sollecitò che le partenze avvenissero non appena sarebbe sopraggiunta l'estate successiva (si ricordi che al momento in cui fu pronunciato il discorso era fine novembre).

## Conseguenze
Il grande fervore che il pontefice seppe trasmettere suscitò impressioni favorevoli nell'uditorio, tanto che la folla enorme all'ascolto si mise a gridare Dieu il veut! (Dio lo vuole). Al termine del discorso, il vescovo di Le Puy si alzò dal suo seggio e, inginocchiatosi davanti al trono, chiese che gli fosse permesso di unirsi alla santa spedizione, un esempio che fu seguito da centinaia di presenti.
Terminata la preghiera, Urbano si alzò ancora una volta, pronunciò l'assoluzione e invitò i suoi ascoltatori a tornarsene a casa. L'entusiasmo era stato maggiore di quanto Urbano si fosse aspettato; la folla infatti cominciò a prendere in considerazione l'idea. Iniziò ad armarsi ed a cucire sui mantelli il simbolo della croce e in pochi mesi furono tutti pronti a partire.
Urbano aveva autorizzato la guerra nella sua veste di papa, ma aveva dichiarato anche di agire in nome di Cristo. Definì dunque i crociati agenti ispirati da Dio, al servizio di Dio, per amore di Dio. Disse loro che erano seguaci di Cristo e può ben darsi che li abbia definiti «cavalieri di Cristo»; in tutta la Francia la crociata fu conosciuta come la «via di Dio».

## Giudizio storiografico
Il discorso di Urbano II viene indicato dalla storiografia tradizionale come la richiesta che diede inizio alla spedizione armata verso la Terra santa, spedizione chiamata in seguito prima crociata. È improbabile però che si trattò di un evento che avvenne ex abrupto: piuttosto, Urbano II stava coltivando da tempo l'idea di spedire in Oriente dei contingenti europei allo scopo di frenare le aggressioni turche.
Quel che appare delle crociate a prima vista, nei fatti seguenti all'appello di Urbano II al concilio di Clermont, può essere giudicata un'iniziativa dei principi europei per "liberare il Santo Sepolcro" e stabilire un regno cristiano a difesa dei Luoghi Santi, con capitale Gerusalemme. In realtà, i principi dovettero prendere atto che, dopo il tentativo da parte degli eserciti moreschi di invadere l'Occidente - a partire dalla Spagna per giungere ai Pirenei e alla soglia della Francia, tentativo scongiurato con la lunga riconquista spagnola - l'invasione dell'impero bizantino e le intenzioni da parte turca selgiuchide di invadere l'Occidente, avrebbe portato i regni e i principati europei a trovarsi accerchiati con una "morsa a tenaglia". Dal canto suo, al fine di attirare un maggiore sostegno alla causa cristiana, Urbano II cercò sempre di ricercare dei parallelismi tra la guerra in Oriente e la riconquista della Spagna. In merito alla natura della spedizione proclamata dal papa, Jonathan Riley-Smith ha affermato: 
(Jonathan Riley-Smith, Storia delle crociate, p. 40)